# あいざわ元気
あいざわ 元気（ - げんき、本名：相沢 美彦（あいざわ よしひこ）、1958年7月4日 - ）は、ラジオのディスクジョッキー・パーソナリティ・元ドラマー。神奈川県出身。元ジェイピィールーム所属。1989年まで山石敬之が率いるバンド「SCRAMBLE」のドラマーとして活動していた。

## 過去の出演番組

### テレビ
- モグラネグラ一族（テレビ東京） - ナレーションとアーティストインタビュー担当。インタビューの時は顔をモザイクで隠していた。

### ラジオ
JFN
- パジャマ・プレス
- WAI WAI ランド

bayfm
- TOKYO BAY MORNING -Active Weekend-
- BAY SPO!
- POWER JAM 78
- TOKYO BAY LINE 7300
- Music Front@RADIO

FM-FUJI
- SATURDAY BREAK UP
- J-TOP 20
- LET'S SWING SATURDAY
- COUNTDOWN CONNECTIONS

FM長野
- FM FRIDAY ECHO

NACK5
- SPORTS FUNCTION
- NACK WITH YOU（1997年3月31日 - 2009年3月26日、あいざわの担当は2002年7月から）